# Phil Cade
Phil Cade (n. 12 iunie 1916 - d. 28 august 2001) a fost un pilot de curse auto american care a evoluat în Campionatul Mondial de Formula 1 în sezonul 1959.